# مخيم العائلة (فلم 2022)
مخيم العائلة (بالإنجليزية: Family Camp) هو فيلم كوميدي أمريكي لعام 2022، من إخراج بريان كيتس، ومن سيناريو كيتس ورينيه كاتريدج، تم إصداره في الولايات المتحدة في 13 مايو 2021. تم تصويره في إدموند في يونيو 2020.

## الاستقبال
في الولايات المتحدة وكندا، حصل الفيلم على 1.4 مليون دولار من 854 مسرح، واحتل المركز التاسع في شباك التذاكر لعطلة نهاية الأسبوع الأولى. ثم خرج من العشرة الأوائل في عطلة نهاية الأسبوع الثانية بمبلغ 887،555 دولارًا.

## روابط خارجية
- مقالات تستعمل روابط فنية بلا صلة مع ويكي بيانات